# Mathias Haydn
Pour les articles homonymes, voir Haydn.
Mathias Haydn, né le 31 janvier 1699 à Hainburg et mort le 12 septembre 1763 à Rohrau, est le père des célèbres compositeurs Joseph et Michael Haydn. 

## Biographie
D'origine modeste, Mathias Haydn était le fils de charrons de Hainburg, une petite ville sur le Danube. Il fut un maître charron et harpiste amateur qui s'est marié à Anna Maria Koller (1707-1754), cuisinière chez le comte Harrach, seigneur résidant au château de Rohrau. Ils auront douze enfants dont six qui survivront jusqu'à l'âge adulte. Parmi eux figurent Joseph Haydn (1732-1809) et son frère cadet Michael Haydn (1737-1806), l'un et l'autre célèbres compositeurs.
Mathias et sa femme ont remarqué les prédispositions du petit Joseph et ont eu une influence certaine quand il a été décidé d'orienter leurs fils vers l'apprentissage de la musique puis une carrière de musiciens professionnels.
Mathias Haydn était Marktrichter (juge) de la munixipalité de Rohrau. Sa femme Anna Maria meurt en 1754, et l'année suivante Mathias se remarie avec sa servante, dont le nom de jeune fille était Maria Anna Seeder. Ce second mariage donne cinq enfants, mais aucun ne vécut jusqu'à l'âge adulte.

## Enfants
- (Anna Maria) Franziska Haydn  (bap. 19 septembre 1730 - 29 juillet 1781)
- (Franz) Joseph Haydn (né le 30 mars ou 1er avril 1732, mort le 31 mai 1809)
- (Johann) Michael Haydn (bap. 14 septembre 1737 - 19 août 1806)
- Anna Maria Haydn (bap. 6 mars 1739 - 27 août 1802)
- Anna Katherina Haydn (bap. 6 mars 1739 - ?avant 1801)
- Johann Evangelist Haydn (bap. 23 décembre 1743 - 10 mai 1805)[6]